# Isla de Patos

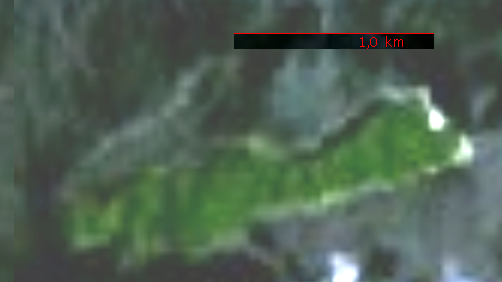
Zdjęcie satelitarne NASA.

Isla de Patos – należąca do Wenezueli wyspa o powierzchni mniej niż 1 km².
Jest najbardziej wysuniętą na wschód jednostką administracyjną Wenezueli. Leży w zatoce Paria (61º52'W, 10º38'N), osiem kilometrów na południowy wschód od stanu Sucre.
Wyspa została przyłączona do Wenezueli na mocy porozumienia podpisanego 26 lutego 1942 roku z Wielką Brytanią.
Obecnie Isla de Patos jest niemalże niezamieszkana. Jedyną ludność stanowi rodzina rybacka mieszkająca koło zatoki w Puerto Principal.